# Ciel (Tsukihime)
Ciel (シエル Shieru?) es una de las heroínas del manga y anime Tsukihime, además de personaje principal de Kagetsu Tohya y Melty Blood.

## Descripción
Ciel es presentada por primera vez como una de las estudiantes de la clase de Shiki Tohno, donde es la presidenta y único miembro del club de la ceremonia del té, y también es muy buena amiga de Inui Arihiko, Satsuki Yumizuka y Shiki Tohno.
Su comportamiento parece ser el de una persona tranquila, amigable y pacífica. Sin embargo, el verdadero carácter de Ciel se revela más tarde mientras la historia progresa. Es miembro de la agencia de entierro, una organización secreta dentro de la iglesia católica formada por asesinos expertos; ella es temida incluso dentro de la misma iglesia, conocida por no mostrar misericordia y estar dispuesta a hacer lo que sea necesario para conseguir su tarea, incluso haciendo uso de magias prohibidas y criaturas. Su objetivo en Tsukihime es el de perseguir a los apóstoles muertos como Roa. Esto último no es orden de la iglesia, es una venganza personal de ella. En Melty Blood, la iglesia la ordena a cazar a un vampiro determinado.
Ciel demuestra que es una persona muy calificada cuyo estilo de pelea se basa en la velocidad y agilidad. Además de sus habilidades físicas excepcionales, Ciel también es experta en el manejo de armas.

## Vida

### Pasado
Ciel (cuyo verdadero nombre es Elesia) era una persona normal, nacida en Francia de padre francés y madre oriental. Sin embargo, a diferencia de los demás, Elesia tenían un potencial muy alto en magia, y fue esta característica poco común lo que atrajo a Roa, y lo llevó a elegirla como nueva reencarnación una vez asesinado su anterior huésped.
En el proceso, Ciel se convirtió en un vampiro y mató a todos en su pueblo, la matanza solo se detuvo cuando llegó Arcueid Brunestud. Sin embargo, a diferencia de los huéspedes anteriores, Ciel volvió a la vida después de que Roa se mudara a un nuevo cuerpo. La agencia secreta del Vaticano, conocida como la agencia entierro, capturó a Ciel, y en el transcurso de un mes fue asesinada en varias ocasiones por la Iglesia, solo para resurgir en cada ocasión; una paradoja viviente en que ella era al mismo tiempo Roa, mientras que Roa era también habitante de otro, lo que hace imposible que muera de forma permanente hasta que la paradoja pueda ser rectificada con la muerte definitiva de Roa. Con el tiempo, a pesar de interés por la brujería, los vampiros, y similares, la Iglesia decidió utilizar sus habilidades al hacerla miembro de la agencia de entierro. Su principal deseo y su misión es la eliminación de Roa para poner fin a su existencia eterna.
Ciel, a pesar de su apariencia, que es de alrededor de 24 años, decide hacerse pasar por una estudiante de 17 años de una secundaria en Ciudad Misaki, último lugar donde Roa fue avistado, con el fin de dar con él.

## Perfil

### Personalidad
La actitud pacífica y amable de Ciel es un disfraz. En realidad ella es una persona fría, sin otro objetivo más que la eliminación de Roa. Sin embargo, después de reunirse con Shiki, sus prioridades y su personalidad poco a poco cambiaron, hasta el punto de enamorarse de él.
Ciel es una persona fetichista en cuanto el vestuario, siendo la diseñadora de su propio traje especial que usa para luchar. Ella también tiene una debilidad por el curry, que se ha mencionado en varias ocasiones a lo largo de la franquicia.

### Armas
El arma principal de Ciel como un ejecutor de la iglesia son las llaves negras. Las llaves negras tienen el aspecto de empuñaduras con hojas de metal que pueden ser lanzados. Si las llaves golpean la sombra de un objetivo, el objetivo será  incapaz de moverse. Ciel tiene acceso a un gran número de llaves negras, ya que puede crearlas utilizando las páginas de la Biblia.
El arma definitiva de Ciel es la séptima escritura sagrada, un arma conceptual que se asemeja a un gran cañón de mano con punta de hierro en su extraño. Tiene el poder para destruir por completo a un oponente, el cuerpo y el alma. La séptima escritura sagrada se manifiesta en las manos de Ciel de manera espontánea cada vez que lo pide. La séptima escritura sagrada se creó con el cuerno de un unicornio, y está habitada por el espíritu de una joven sacrificada durante su creación. Ciel llama a este espíritu Seven, aunque según el mismo su nombre Nanako (de la palabra "nana" o "siete", y el sufijo-ko, que en la cultura japonesa se utiliza en un personaje femenino).

### Capacidad y poder
Ciel tiene un potencial físico y mágico muy alto. Ella puede saltar de la parte superior de postes de luz con facilidad, saltar de tejado en tejado, e igualar la velocidad de los vampiros en combate. Con la formación de la agencia de entierro, Ciel puede coincidir con la mayoría de los vampiros y tal vez algunos apóstoles muertos de menor rango. A pesar de que tiene fuerza sobrehumana, gran velocidad y reflejos muy afinados, la mayoría de los apóstoles muertos son significativamente más fuertes que ella. Sin embargo, con la séptima escritura sagrada en mano, Ciel representa una gran amenaza para cualquier apóstol muerto y, tal vez, incluso para Arcueid.
Su inmortalidad es precisamente la razón por la cual es el miembro #7 de la agencia de entierros, ya que es imposible de matar hasta que el alma de Roa deje de existir. Esto no quiere decir que Ciel sola pueda ganar todas las batallas por sí misma o tenga inmortalidad absoluta, los ojos místicos de la percepción de la muerte de Shiki todavía pueden borrar su existencia.
Ella también tiene todos los conocimientos de Roa al haber sido su reencarnación número 17. Esto le permite usar la magia, junto con los sagrados sacramentos de la iglesia. Comúnmente, esto se manifiesta en la habilidad mágica de los Ojos Místicos de Whisper, que le permiten manipular a la gente hasta cierto punto, hipnotizándolos para que no duden en sus palabras, a menos que haya pruebas directas de lo contrario. Fue esta técnica la que le permitió infiltrarse en la escuela de Shiki.

## En la cultura popular
La novela visual Higurashi no Naku Koro ni tiene un personaje llamado Chie Rumiko, que es una parodia de Ciel.